# Димитър Шейтанов
Димитър Шейтанов е български футболист, вратар, състезател на ЦСКА 1948.
Син е на бившия вратар и треньор Георги Шейтанов.

## Кратка биография
Израства в школата на столичния гранд Левски (София), където преминава през всички възрастови групи. През 2018 година е изпратен в английският гранд Лийдс Юнайтед, където прекарва една година.
Сключва договор с португалският Авеш, който обаче напуска през 2020 година, когато тимът загубва своя професионален лиценз. Подписва през същата година с тима от българската Втора лига ФК Пирин (Благоевград), с който печели шампионата на Втора лига през Сезон 2020/2021, като отборът завършва на първо място и влиза в Първа лига.
На 10 януари 2021 година е обявен официално за ново попълнение в тима на Септември (София).